# Aeroport de Fuerteventura
L'Aeroport de Fuerteventura (IATA: VA SER; OACI: GCFV) és un aeroport espanyol d'Aena i és la principal via d'entrada i sortida de Fuerteventura per al turisme i un gran motor de l'economia de l'illa. Es troba a 5 km de Puerto del Rosario, capital de l'illa.
Durant l'any 2014, van passar per les seves instal·lacions, segons Aena Aeroports, 4.764.646. Quant a operacions en 2013 es van realitzar en aquest aeroport 35.500. En aquest mateix any el tràfic de mercacías se situo en 1.023.336 kg.

## Història
A 1940 es van iniciar les obres d'un aeròdrom militar en Tefía, que s'obriria al tràfic comercial l'any 1959. La distància de Puerto del Rosario i l'augment dels vols comercials, van fer que les autoritats busquessin emplaçament per a un nou aeroport. En 1962 es van tancar les instal·lacions de Tefía i van començar a usar-se les de Los Estancos, a 5 quilòmetres de la capital.
El creixement de la població de l'illa i la localització de les instal·lacions porten a la cerca d'un nou emplaçament per a l'aeroport insular que finalment se situa en El Matoll, que seria inaugurat en 1969. Un Fokker F27 fent el trajecte de Gran Canària (LPA) a Fuerteventura (VA SER) i amb destinació a Lanzarote (ACE) va ser el primer avió que va prendre terra en les noves instal·lacions aeroportuàries de l'illa.
En 1973 van començar els vols internacionals des de Fuerteventura, vols que anirien incrementant-se any a any, fins que en 1992 es va fer necessària una total remodelació de les instal·lacions. Cap a 1994 es van començar les obres d'ampliació que incloïen una nova terminal de passatgers, l'ampliació de la plataforma d'aeronaus, una central elèctrica i la nova carretera d'accés. Cap a l'any 2001, l'antiga terminal de l'Aeroport de Fuerteventura, avui derrocada, es va fer tristament famosa per convertir-se en un centre per a immigrants. L'estat de les instal·lacions, els mitjans per vigilar-les, la massificació, la incomunicació amb l'exterior i les condicions de salubritat en què es trobaven les persones allá confinades i els seus vigilants, van provocar les protestes dels més diversos col·lectius. Human Rights Watch va arribar a dir que les nefastes condicions de detenció havien adquirit proporcions d'emergència.
L'actual terminal de passatgers compta amb 66 taulells de facturació numerats de l'1 al 66 (dos d'ells, dedicats a equipatges especials: taules de windsurf, cotxes per a bebès, gàbies per a animals...) i 24 portes d'embarqui, totes elles amb instal·lacions per al control de passaports.
La terminal disposa de 12 passarel·les d'accés a aeronaus (o fingers), un per cada dues portes. A la zona d'arribades hi ha instal·lades 14 cintes de lliurament d'equipatges, dedicant-se la número 14 i 1 als equipatges especials. Segons la web oficial de Aasa, les instal·lacions en funcionament són capaços d'atendre a uns cinc milions de passatgers (arribades/sortides) a l'any. Actualment s'està finalitzant el pla director que incloïa l'ampliació de gran part de les instal·lacions aeroportuàries. Entre aquestes ampliacions es troben ja realitzades la de la pista, la instal·lació d'una depuradora d'aigua i una nova terminal de càrrega igual que la nova terminal de passatgers i la nova torre de control.

## Destinacions i companyies

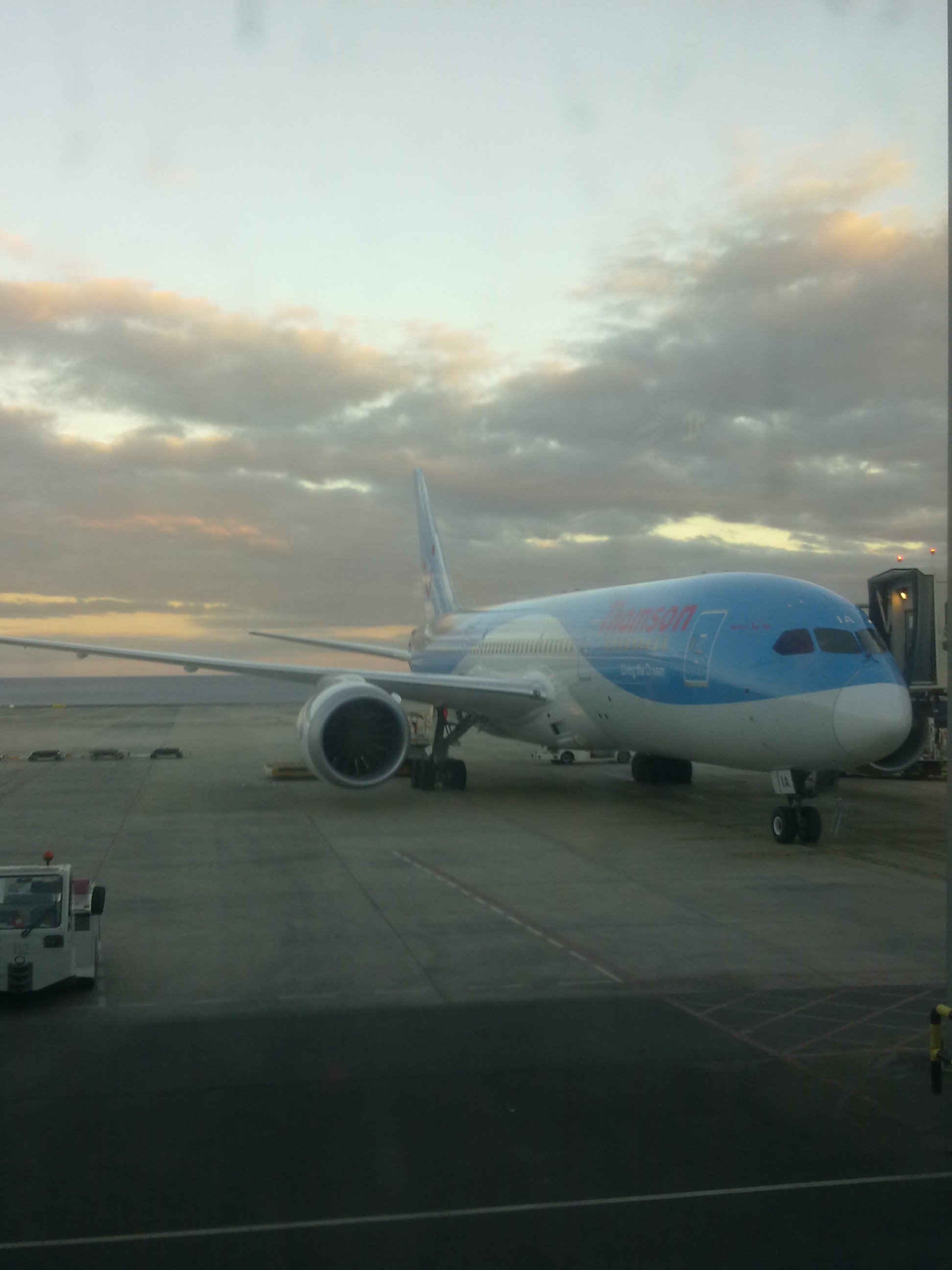
B787-8 de Thomson Airways de Manchester-Fuerteventura.

L'aeroport compta amb enllaços regulars amb les illes de Tenerife i Gran Canària, així com amb Madrid, Barcelona, en la península Ibèrica i a l'estiu amb Sevilla, Bilbao, Oviedo i Santiago de Compostel·la, Malaga (Air Europa Vueling i Iberia regional). La resta de connexions són variables, a causa de la naturalesa turística de l'aeroport.
Les següents aerolínies operen des de l'aeroport de Fuerteventura:
- Air Europa: Asturies, Bilbao, Madrid-Barajas, Santiago de Compostela
- Aer Lingus: Dublín.
- Air Via: Paderborn/Lippstadt,Aeroport de Frankfurt, Aeroport d'Hamburg, Bremen, Münster,.
- Binter Canarias: Gran Canaria, Tenerife Nord.
- Austrian Airlines: Salzburg, Aeroport de Viena.
- Condor Airlines: Aeroport de Berlín-Schonefeld, Aeroport de Bremen, Colonia/Bonn, Düsseldorf, Franfurt, Hamburg, Hanover, Leipzig/Halle, Múnic, Paderborn/Lippstadt, Stuttgart, Manchester.
- EasyJet: Bristol, Liverpool, Londres-Gatwick, Basilea,Hamburg
- Edelweiss Air: Zúrich.
- Finnair:Helsinki (només hivern).
- Vueling: Barcelona-El Prat, Bilbao, Paris Orly, Màlaga, Sevilla
- Iberia Express: Madrid-Barajas.
- Air Nostrum: Santiago de Compostela,Málaga,Sevilla,Valencia, (per Temporada)
- Jet2.com : Leeds/Bradford, Manchester, Glasgow, Midlands de l'Est, Newcastle upon Tyne.
- Jetairfly: Brussel·les-Zaventem, París-Orly, Lille, París-Charles de Gaulle,.
- Luxair: Luxemburg.
- Meridiana: Milà-Malpensa, Bolonya, Verona, Roma-Fiumicino.
- Neos SPA: Milán-Malpensa, Bolonya,Verona,
- Ryanair: Dublín, Frankfurt Hahn, Madrid-Barajas, Liverpool, Barcelona, Bournemouth, Brussel·les Sur-Charleroi, Midlands de l'Est, Londres-Stansted, Pisa, Edimburg, Glasgow-Prestwick, Cork, Weeze (Niederrhein), Leeds/Bradford, Londres-Luton, Bèrgam-Orio al Serio, Bremen, Birmingham, Shannon,Manchester.
- Scandinavian Airlines System: Copenhaguen, Estocolm, Billund, Lulea.
- Thomas Cook Airlines: Belfast-Internacional, Birmingham, Bristol, Cardiff, Midlands de l'Est, Glasgow-Prestwick, Leeds/Bradford, Londres-Gatwick, Londres-Luton, Londres-Stansted, Manchester, Newcastle upon Tyne.
- Thomas Cook Scandinavian: Estocolm, Göteborg, Malmö,(només a l'hivern)
- Thomson Airways: Birmingham, Bristol, Midlands de l'Est, Londres-Gatwick, Londres-Luton, Londres-Stansted, Manchester, Newcastle upon Tyne, Glasgow-Internacional,.
- Transavia.com: Amsterdam-Schiphol.
- TUIfly: Aeroport de Basilea-Mulhouse-Friburg, Bremen, Colonia/Bonn, Dresde, Düsseldorf, Frankfurt del Main, Hamburg, Hanover, Karlsruhe/Baden, Múnic, Nuremberg, Stuttgart, Zweibrucken.
- Volotea: Nantes, Burdeus.
- Germawings:Colonia,
- Helvetic airways: Zuric,
- Sunexpress Germany:Dusseldorf, Frankfurt del Main, Aeroport de Berlín-Schönefeld, Stuttgart, Múnic, Hamburg, Leipzig,
- Norwegian Air Shuttle:Oslo, Londres-Gatwick,
- Travel service: Varsovia, Katowice, París-Charles de Gaulle, Praga, Lyon, Nantes, Poznan,
- Enter Air:Varsovia, Katowice, Poznan, Gdansk, París-Charles de Gaulle, Lyon, Nantes,
- Jettime: Billund, Copenhaguen,Helsinki,(per Temporada)
- Europe Airpost:París-Charles de Gaulle,Nantes, (per Temporada)
- Lufthansa:Múnic,(A partir del 25 de Octubre 2015).
- Germania: Toulouse, Friedrichshafen, Bremen, Karlsruhe, Erfurt, Düsseldorf,Aeroport de Berlín-Schönefeld,Hamburg, Frankfurt del Main, París-Charles de Gaulle, Lyon, Londres-Gatwick, Münster (hivern 2014/15),
- Hamburg Airways: Bremen, Münster, Düsseldorf, Dresde,
- Novair:Oslo, Estocolm, Copenhaguen, Göteborg,
- Arkefly: Amsterdam-Schiphol
- Bingo Airways: Breslavia, Katowice,(per Temporada)
- Aigle Azur: París(per Temporada),
- Primera air: Copenhaguen, Göteborg, Estocolm, Helsinki, Oslo, Billund, Aarhus, Aalborg,(només a l'hivern).
- Small Planet Airlines:Milà-Malpensa, Lyon, Gdansk, Wroclaw,(per Temporada)
- Privilege Style: Lisboa, Porto,(només a l'estiu).
- Mistral air: Milà-Malpensa, Verona, Bolonya,(per Temporada)
- White: Lyon, París, Nantes, Biarritz, Dijon, Brest, Lisboa, Porto (solo en verano),.
- LOT Polish Airlines: Katowice,
- British Airways: Gatwick
- Corendon Airlines: Amsterdam

## Companyies de lloguer de cotxes
En l'Aeroport de Fuerteventura operen diverses companyies de lloguer de cotxes autoritzades per AENA: Top Car AutoReisen, Cicar, Hertz, Payless i AVIS. Existeixen altres empreses de lloguer de vehicles que operen fora de l'aeroport, però no estan autoritzades per AENA.